# Nery Leyes
Nery Francisco Leyes (Ushuaia, Provincia de Tierra del Fuego; 5 de septiembre de 1989) es un futbolista argentino. Juega como mediocampista central. Actualmente milita en Rivadavia de Arroyo Cabral de la Liga Villamariense de Fútbol.

## Trayectoria
Comenzó su vida futbolística en su infancia en Río Grande, con la camiseta de Club Vélez de Chacra II. Debido al regreso de sus padres a la ciudad de Resistencia, en el Chaco, en plena adolescencia lo llevó a vestir la camiseta de Chaco For Ever. Luego llegó otro traslado, esta vez a la ciudad de Buenos Aires donde probo suerte en Boca Juniors y tuvo como compañeros a Ever Banega, Ricardo Noir y Marcelo Cañete. En el año 2006 se unió a Talleres de Córdoba, club en donde finalmente haría su debut como profesional en el año 2010.
Fichó para Defensa y Justicia en julio de 2014, equipo con el que logró llegar a la máxima categoría del fútbol argentino.
En enero de 2016 pasó a Atlético Tucumán, otro club de la Primera División de Argentina.
Fichó para Newell's Old Boys en julio del año 2017, donde sólo permaneció un semestre antes de regresar al club tucumano.
En julio de 2019 migró a Chile para incorporarse al Deportes Antofagasta por pedido del entrenador Juan Manuel Azconzábal. Sin embargo retornó a la Argentina en enero de 2020 para reforzar a Banfield.
En 2025 se incorporó a Rivadavia de Arroyo Cabral de la Liga Villamariense de Fútbol.

## Clubes
| Club                        | País      | Año       |
| --------------------------- | --------- | --------- |
| Talleres de Córdoba         | Argentina | 2010-2014 |
| Defensa y Justicia          | Argentina | 2014-2015 |
| Atlético Tucumán            | Argentina | 2016-2017 |
| Newell's Old Boys           | Argentina | 2017      |
| Atlético Tucumán            | Argentina | 2018-2019 |
| Deportes Antofagasta        | Chile     | 2019      |
| Banfield                    | Argentina | 2020      |
| Unión de Santa Fe           | Argentina | 2020-2021 |
| Gimnasia y Esgrima La Plata | Argentina | 2021-2022 |
| Estudiantes de Río Cuarto   | Argentina | 2023      |
| Alvarado de Mar del Plata   | Argentina | 2024-2024 |
| Rivadavia de Arroyo Cabral  | Argentina | 2025-Act. |

### Estadísticas
- Actualizado al 13 de octubre de 2024

| Club                         | Div.                | Temporada           | Liga | Liga | Copa Nacional | Copa Nacional | Copa Internacional | Copa Internacional | Total | Total |
| Club                         | Div.                | Temporada           | PJ   | G    | PJ            | G             | PJ                 | G                  | PJ    | G     |
| ---------------------------- | ------------------- | ------------------- | ---- | ---- | ------------- | ------------- | ------------------ | ------------------ | ----- | ----- |
| Talleres Argentina           |                     |                     |      |      |               |               |                    |                    |       |       |
| 3.ª                          | 2010/11             | ?                   | 2    | -    | -             | -             | -                  | ?                  | 2     |       |
| 3.ª                          | 2011/12             | ?                   | 0    | 0    | 0             | -             | -                  | ?                  | 0     |       |
| 3.ª                          | 2012/13             | 25                  | 0    | 4    | 0             | -             | -                  | 29                 | 0     |       |
| 2.ª                          | 2013/14             | 36                  | 1    | 1    | 0             | -             | -                  | 37                 | 1     |       |
| Total                        | Total               | 97                  | 3    | 5    | 0             | -             | -                  | 102                | 3     |       |
| Defensa y Justicia Argentina |                     |                     |      |      |               |               |                    |                    |       |       |
| 1.ª                          | 2014                | 13                  | 0    | 2    | 0             | -             | -                  | 15                 | 0     |       |
| 1.ª                          | 2015                | 18                  | 0    | 1    | 0             | -             | -                  | 19                 | 0     |       |
| Total                        | Total               | 31                  | 0    | 3    | 0             | -             | -                  | 34                 | 0     |       |
| Atlético Tucumán Argentina   |                     |                     |      |      |               |               |                    |                    |       |       |
| 1.ª                          | 2016                | 15                  | 0    | -    | -             | -             | -                  | 15                 | 0     |       |
| 1.ª                          | 2016/17             | 27                  | 0    | 2    | 0             | 10            | 0                  | 39                 | 0     |       |
| 1.ª                          | 2017/18             | 11                  | 0    | -    | -             | 6             | 0                  | 17                 | 0     |       |
| 1.ª                          | 2018/19             | 9                   | 0    | 7    | 0             | 2             | 0                  | 18                 | 0     |       |
| Total                        | Total               | 62                  | 0    | 9    | 0             | 18            | 0                  | 89                 | 0     |       |
| Newell's Argentina           |                     |                     |      |      |               |               |                    |                    |       |       |
| 1.ª                          | 2017/18             | 9                   | 0    | 1    | 0             | -             | -                  | 10                 | 0     |       |
| Total                        | Total               | 9                   | 0    | 1    | 0             | -             | -                  | 10                 | 0     |       |
| Antofagasta · Chile          |                     |                     |      |      |               |               |                    |                    |       |       |
| 1.ª                          | 2019                | 9                   | 0    | -    | -             | -             | -                  | 9                  | 0     |       |
| Total                        | Total               | 9                   | 0    | -    | -             | -             | -                  | 9                  | 0     |       |
| Banfield Argentina           |                     |                     |      |      |               |               |                    |                    |       |       |
| 1.ª                          | 2019/20             | 7                   | 0    | 1    | 0             | -             | -                  | 8                  | 0     |       |
| Total                        | Total               | 7                   | 0    | 1    | 0             | -             | -                  | 8                  | 0     |       |
| Unión Argentina              |                     |                     |      |      |               |               |                    |                    |       |       |
| 1.ª                          | 2020                | -                   | -    | 4    | 0             | 3             | 0                  | 7                  | 0     |       |
| 1.ª                          | 2021                | -                   | -    | 1    | 0             | -             | -                  | 1                  | 0     |       |
| Total                        | Total               | -                   | -    | 5    | 0             | 3             | 0                  | 8                  | 0     |       |
| Gimnasia (LP) Argentina      |                     |                     |      |      |               |               |                    |                    |       |       |
| 1.ª                          | 2021                | 10                  | 0    | 0    | 0             | -             | -                  | 10                 | 0     |       |
| 1.ª                          | 2022                | 2                   | 0    | 5    | 0             | -             | -                  | 7                  | 0     |       |
| Total                        | Total               | 12                  | 0    | 5    | 0             | -             | -                  | 17                 | 0     |       |
| Estudiantes (RC) Argentina   |                     |                     |      |      |               |               |                    |                    |       |       |
| 2.ª                          | 2023                | 33                  | 0    | 3    | 0             | -             | -                  | 36                 | 0     |       |
| Total                        | Total               | 33                  | 0    | 3    | 0             | -             | -                  | 36                 | 0     |       |
| Alvarado Argentina           |                     |                     |      |      |               |               |                    |                    |       |       |
| 2.ª                          | 2024                | 33                  | 1    | -    | -             | -             | -                  | 33                 | 1     |       |
| Total                        | Total               | 33                  | 1    | -    | -             | -             | -                  | 33                 | 1     |       |
| Total en su carrera          | Total en su carrera | Total en su carrera | 293  | 4    | 32            | 0             | 21                 | 0                  | 346   | 4     |

## Palmarés

### Campeonatos nacionales
| Título             | Club                | País      | Año  |
| ------------------ | ------------------- | --------- | ---- |
| Torneo Argentino A | Talleres de Córdoba | Argentina | 2013 |